# LoveJo2
#LoveJo2 é o terceiro EP da cantora norte-americana JoJo. Lançado em 18 de dezembro de 2015 pela Atlantic Records. Essa é a continuação do EP #LoveJo de 2014. O EP contém quatro faixas e foi lançado em homenagem ao aniversário de 25 anos da cantora como parte de seu terceiro álbum de estúdio.

## Informações
A música "Thinkin Out Loud" foi lançada originalmente como uma introdução na segunda mixtape da JoJo, Agápē em 2012. JoJo afirmou que a insegurança sobre seu desempenho vocal a levou a não lançar a música na íntegra. A segunda faixa do EP é um cover do single de Soul II Soul de 1989, "Back to Life (However Do You Want Me)". "Right On Time" é um single da Donna Lewis de 1996, porém a JoJo, teve que remorar a música do EP, depois que Donna Lewis ameaçou entrar com uma ação legal.

## Faixas
| N.º            | Título                              | Produtores            | Duração |  |
| 1.             | "Right On Time"                     | Noisecastle III       | 3:56    |  |
| 2.             | "Back2Life"                         | Soraya LaPread        | 3:10    |  |
| 3.             | "When Love Hurts (Real Love Remix)" | JordanXL Devin Cruise | 4:38    |  |
| 4.             | "Thinkin Out Loud"                  | Brown                 | 3:31    |  |
| Duração total: | Duração total:                      | Duração total:        | 15:15   |  |